# Herman gaat ver
Herman gaat ver is een Nederlands televisieprogramma van RTL 4. In dit programma helpt topkok Herman den Blijker Nederlandse eigenaars van hotels en restaurants in heel Europa. Samen met familie en vrienden van de betreffende horeca-ondernemers gaat Herman aan de slag om het tij te keren en de zaak weer op de rails te krijgen. Herman neemt ook zijn goede vriend 'kluskoning' Mies mee.

## Seizoen 1 (2012)
| Aflevering | Datum            | Kijkcijfers | Hotel/restaurant                                                      | Plaats                 |
| ---------- | ---------------- | ----------- | --------------------------------------------------------------------- | ---------------------- |
| 1          | 16 oktober 2012  | 807.000     | Restaurant 'Sabor de Amor' (hernoemd naar 'Pan y Playa')              | Nerja, Spanje          |
| 2          | 23 oktober 2012  | < 903.300   | Restaurant 'La Brace'                                                 | Cefalù, Sicilië        |
| 3          | 30 oktober 2012  | < 954.000   | Restaurant 'Joy'                                                      | Hyères, Frankrijk      |
| 4          | 6 november 2012  | < 1.023.000 | Appartementencomplex/restaurant 'BaySide Salgados'                    | Albufeira, Portugal    |
| 5          | 13 november 2012 | 1.065.000   | Restaurant/club 'Cinco' (hernoemd naar 'Tantra', en is nu een lounge) | Willemstad, Curaçao    |
| 6          | 20 november 2012 | < 946.000   | Restaurant 'COMO'                                                     | Santa Gertrudis, Ibiza |
| 7          | 27 november 2012 | 1.145.000   | Restaurant 'The Golden Harp' (hernoemd naar 'Nomad')                  | Mahmutlar, Turkije     |
| 8          | 4 december 2012  | 827.000     | Restaurant 'La Source'                                                | Tursac, Frankrijk      |